# 老曾記

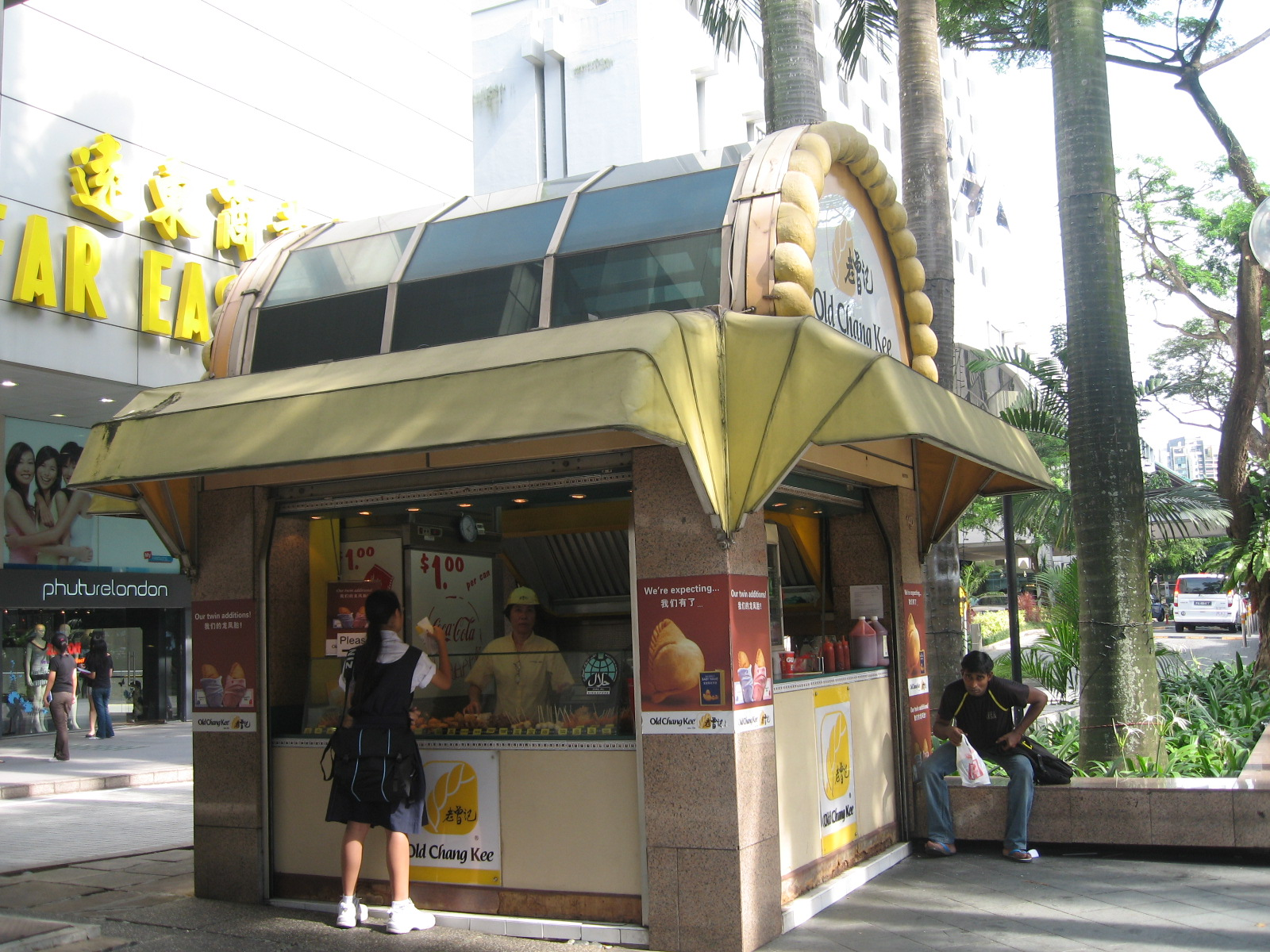
位于新加坡远东商业中心的一个老曾记档口

新加坡老曾記有限公司，簡稱新加坡老曾記，以及老曾記（英語：Old Chang Kee Limited，SGX：5ML），在1956年由曾氏家族創立，當時以街邊檔舖為主，現時為全球連銷餐飲集團，店舖約40家。

## 简介
業務主要銷售及生產炸物類食品，現時由韓權元（董事會主席）、林照壹管理。而股份在2008年1月16日於新加坡交易所凱利板上市。招股價為0.2坡元，發行新股為25,000,000股，集資額為5,000,000坡元。